# ジロ・ディ・ロンバルディア2008
ジロ・ディ・ロンバルディア2008（Giro di Lombardia 2008）は、ジロ・ディ・ロンバルディアの102回目のレース。2008年10月18日、242kmの距離で行われ、ダミアーノ・クネゴが残りあと約7km地点あたりからアタックをかけ、約4km地点より独走。最後はヤネス・ブライコヴィッチらに24秒の差をつけ、ジロ・ディ・ロンバルディア連覇達成。そして3回目の優勝を果たした。

## 結果
|    | 選手名                       | 国籍           | チーム                              | 時間          |
| -- | ---------------------------- | -------------- | ----------------------------------- | ------------- |
| 1  | ダミアーノ・クネゴ           | イタリア       | ランプレ                            | 5時間37分04秒 |
| 2  | ヤネス・ブライコヴィッチ     | スロベニア     | アスタナ・チーム                    | +24秒         |
| 3  | リゴベルト・ウラン           | コロンビア     | ケス・デパーニュ                    | 同            |
| 4  | ジョヴァンニ・ヴィスコンティ | イタリア       | クイックステップ                    | +33秒         |
| 5  | カルステン・クローン         | オランダ       | チームCSC-サクソバンク              | 同            |
| 6  | マウロ・フィネット           | イタリア       | CSF・グループ・ナヴィガーレ         | 同            |
| 7  | クリス・ホーナー             | アメリカ合衆国 | アスタナ・チーム                    | 同            |
| 8  | ステファノ・ガルゼッリ       | イタリア       | アクア&サポーネ＝カッフェ・モカンボ | 同            |
| 9  | モッリス・ポッソーニ         | イタリア       | チーム・コロンビア                  | 同            |
| 10 | フランチェスコ・ファイッリ   | イタリア       | アクア&サポーネ＝カッフェ・モカンボ | 同            |